# Jacques Déprez
Jacques Déprez (né le 3 mars 1938 à Venette et mort le 20 novembre 2020 à Machecoul) est un athlète et entraîneur français, spécialiste du 110 mètres haies.

## Biographie
Il remporte le titre de champion de France du 110 m haies en 1960.
Il participe aux Jeux olympiques de 1960, à Rome, mais s'incline dès les séries.

### Palmarès
- Championnats de France d'athlétisme :
  - vainqueur du 110 m haies en 1960.

### Records
| Épreuve     | Performance | Lieu | Date |
| ----------- | ----------- | ---- | ---- |
| 110 m haies | 14 s 4      |      | 1960 |